# Ergin Gürses
Ergin Gürses (* 24. Februar 1942 in Trabzon; † 2002) war ein türkischer Fußballspieler.

## Karriere

### Im Verein
Ergin Gürses spielte bis 1963 für Trabzon İdmanocağı. Im Sommer 1963 wechselte Gürses nach Istanbul zu Galatasaray. Der Stürmer stand bei Galatasaray sechs Jahre unter Vertrag, kam jedoch nur zu 26 Ligaspielen und sechs Toren. Während dieser Zeit wurde er einmal türkischer Meister und dreimal Pokalsieger. Seine letzte Saison verbrachte er bei Bursaspor.

### In der Nationalmannschaft
Für die Türkei spielte Ergin Gürses von 1965 bis 1966 dreimal.

## Erfolge
Galatasaray Istanbul
- Türkische Meister: 1969
- Türkischer Pokal: 1964, 1965, 1966